# KDX豊洲グランスクエア
KDX豊洲グランスクエア（ケーディーエックスとよすグランスクエア）は、東京都江東区東雲に位置するオフィスビルである。

## 概要
2008年に竣工したオフィスビルで、ワンフロア当りの賃室面積はおよそ5,100m2（1,550坪）で、都心部では最大級のサイズである。1階には入居企業社員が利用出来る社員食堂やカフェテリア、貸会議室のほか、ローソンがテナントとして入居する。建物中央部にはアトリウム空間として最上階までの吹き抜けがあり、6機のガラス張りエレベーターが備えられている。
アトリウムの周囲、2階より10階迄の部分が企業向け賃貸オフィススペースとなっており、ICカードを用いた集中セキュリティやセグメント毎の自動空調制御システム、OAフロア、ITネットワーク向けインフラ等、近代的オフィスビルとしての環境が整えられている。また、太陽光の入射角度に応じて自動制御されるアトリウム天井部分のオートカーテンや賃室部分のオートブラインド等、CO2削減を目的とした省エネシステムも完備されている。

## 眺望
建物の西・北面は直接東京湾（東雲運河）に隣接しており、運河越しに都心を見渡す事ができる。

## アクセス
- 東京メトロ有楽町線・ゆりかもめ「豊洲駅」徒歩約12分
- 東京臨海高速鉄道りんかい線「東雲駅」徒歩約12分
- 都営バスは下記の系統で「東雲橋交差点」または「東雲一丁目」で下車。いずれの系統も豊洲駅を経由する。
  - 海01系統（門前仲町 - 東京テレポート駅)
  - 東15系統（東京駅八重洲口 - 深川車庫）
  - 東16系統（東京駅八重洲口 - 東京ビッグサイト）
  - 門19系統（門前仲町 - 国際展示場駅）
  - 豊洲01系統（豊洲一丁目 - 東雲キャナルコート循環）
- 豊洲駅ロータリーからは無料送迎シャトルバスが運行されており、来訪者は無料で利用できる（日中は毎時6便の運行[1]。朝ラッシュ時には1時間当りおよそ10便での運行）。

## 主な入居企業
- 1階 ムサシ・イメージ情報（ムサシグループ）
- 2階 IHI回転機械エンジニアリング（IHIグループ）、日立製作所、タイムレス
- 3階 KBC
- 4階 ムサシ・イメージ情報、サムスン電子ジャパン、西菱電機（三菱電機グループ）、ユニアデックス（BIPROGYグループ）
- 5階 ジェイ エスキューブ、TOPPANエッジ（凸版印刷グループ）
- 6階 三景、タイムレス
- 7階 リコーリース（リコー系企業）
- 8階 双日テックイノベーション（双日グループ）、ジェイネットワークイニシアティブ、エヌビーアイ、エヌジーシー、JTP、南海電設
- 9階 東電設計（東京電力ホールディングスグループ、受付・原子力推進部門）、BIPROGY、ユニアデックス
- 10階 東電設計